# اوست-دژگوتا
شهر اوست-دژگوتا (به روسی: Усть-Джегута) در کشور روسیه و در جمهوری کاراچای-چرکسیا واقع شده‌است.